# Obsjtina Panagjurisjte
Obsjtina Panagjurisjte (bulgariska: Община Панагюрище) är en kommun i Bulgarien.   Den ligger i regionen Pazardzjik, i den centrala delen av landet, 70 km öster om huvudstaden Sofia. Antalet invånare är 20 938. Arean är 46 kvadratkilometer.
Terrängen i Obsjtina Panagjurisjte är kuperad österut, men västerut är den platt.
Obsjtina Panagjurisjte delas in i:
- Banja
- Băta
- Levski
- Elsjitsa
- Oborisjte
- Poibrene
- Popintsi
- Panagjurski kolonii

Följande samhällen finns i Obsjtina Panagjurisjte:
- Panagjurisjte
- Oborishte
- Banya
- Poibrene

Omgivningarna runt Obsjtina Panagjurisjte är en mosaik av jordbruksmark och naturlig växtlighet. Runt Obsjtina Panagjurisjte är det ganska tätbefolkat, med 52 invånare per kvadratkilometer.